# Acastelagem
Acastelagem, em náutica designa o conjunto dos acessórios do convés, como manilhas, mosquetão, etc. que servem para manobrar as velas.

## Origem
O termo deriva do tempo das antigos veleiros onde havia os castelos da proa e da popa.